# 商業 (教科)
教科「商業」（しょうぎょう、英: business）は、第三次産業としての商業及びビジネスの各分野に関する知識や技術などを学ぶことを目的とする教科である。商業を名乗るものの、主に現代社会のビジネスや経済、または経済の倫理について学ぶ教科を指す。学術団体については、1951年4月21日、日本商業学会が慶應義塾大学教授向井鹿松を初代会長として設立された。

## 概要
教科「商業」は、後期中等教育（高等学校、中等教育学校の後期課程、知的障害者に関する教育領域のみを扱う学校を除く特別支援学校の高等部）における「専門教育に関する各教科」（専門教科）の1つである。
教科「商業」は、主に「商業に関する学科」（商業学科）や、「総合学科」で開講されるが、普通科で開講する高校も存在する。
教科「商業」に属する科目の数は20であり、学校においては、教科「商業」の科目のいくつかと「普通教育に関する各教科」（普通教科）の科目を組み合わせて教育課程が編成され、履修する。
教科「商業」は、主に「専門教育に関する学科」（専門学科）や「総合学科」において、学科の特色が活きることが期待されている。学術団体については、1951年4月21日、日本商業学会が慶應義塾大学教授向井鹿松を初代会長として設立された。

## 教科の目的
商業の各分野に関する基礎的・基本的な知識と技術を習得させ、ビジネスの意義や役割について理解させるとともに、ビジネスの諸活動を主体的、合理的に、かつ倫理観をもって行い、経済社会の発展を図る創造的な能力と実践的な態度を育てる。（高等学校学習指導要領から）

## 科目
- 総合的科目
  - 課題研究（原則履修科目）
  - 総合実践
- 基礎的科目
  - ビジネス基礎（原則履修科目）
  - ビジネス・コミュニケーション
- マーケティング分野
  - マーケティング
  - 商品開発と流通
  - 観光ビジネス
- マネジメント分野
  - ビジネス・マネジメント
  - ビジネス経済応用
  - ビジネス法規
- 会計分野
  - 簿記
  - 財務会計I
  - 財務会計II
  - 原価計算
  - 管理会計
- ビジネス情報分野
  - 情報処理
  - ソフトウェア活用
  - プログラミング
  - ネットワーク活用
  - ネットワーク管理

## 商業に関する学科
商業に関する学科（しょうぎょうにかんするがっか）は、高等学校設置基準（平成16年文部科学省令第20号）に規定されている専門教育を主とする学科の1つ。専門教科「商業」を中心に履修し、高等学校学習指導要領（平成11年文部省告示第58号）により「ビジネス基礎」及び「課題研究」が原則履修科目として指定されている。

### 学科例
「商業に関する学科」の例としては次のようなものがある。
- 商業科[2][3]
- ビジネス科
- 流通経済科[2]
- 国際経済科[2]
- 会計科[2]
- 情報処理科[2]
- 情報ビジネス科
- 情報会計科
- 総合ビジネス科

### 履修科目例
「商業に関する学科」において履修する科目の例としては次のようなものがある。
- 会計系（会計科など）
  - 「会計」
- 簿記系（簿記科など）
  - 「簿記」

### 設置状況
「商業に関する学科」は、ほぼ全ての商業高等学校及び商工高等学校に設置されているほか、相当数の実業高等学校に設置されている。この他に、流通経済科などが設置されている経済高等学校がある。かつては「農業に関する学科」を併設する農商高等学校なども存在した。
実習のための設備が比較的簡素であるため、普通高等学校に併設される学校は比較的多い。